# Linea di sangue di Gesù
Quella della linea di sangue di Gesù è la leggendaria sequenza dei diretti discendenti del Gesù storico e di Maria Maddalena, o di un'altra donna, generalmente considerata la sua presunta moglie, che avrebbe dato luogo a dinastie regali europee come quella dei Merovingi.

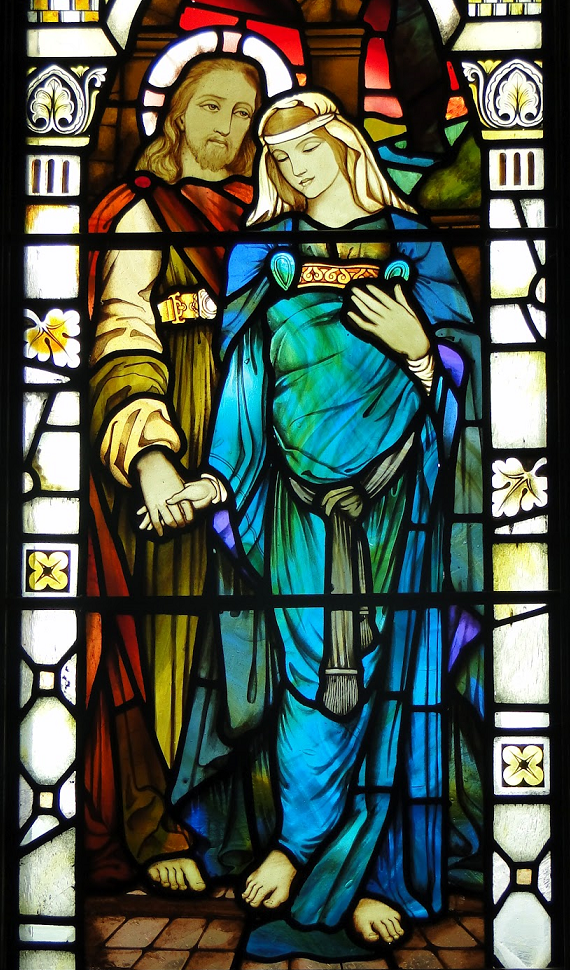
Gesù e la Maddalena, su una vetrata di Kilmore Church nell'isola di Mull (Scozia)

Versioni diverse e contraddittorie della linea di sangue di Gesù, del cui segreto sarebbero stati a conoscenza alcune cerchie iniziatiche, sono state divulgate da numerosi libri, siti web e film fiction e non-fiction nel tardo XX secolo e inizio del XXI secolo; questi però sono stati quasi tutti respinti come opere di pseudostoria e di teorie cospirative.
Secondo una maggioranza qualificata di storici e studiosi di campi correlati, non esiste alcuna prova storica, biblica, apocrifa, archeologica, genealogica e genetica che supporti irrefutabilmente questa ipotesi moderna, discorso ancor più vero se si considera che la stessa esistenza di Gesù è tutt'altro che accertata. L'ipotetica linea di sangue di Gesù non deve essere confusa con la genealogia di Gesù biblica o con i parenti storici di Gesù e i loro discendenti noti come Desposini.

## Storia della leggenda
Già nel XII secolo il monaco Pièrre des Vaux-de-Cernay, riferendosi ai Catari, scriveva: "Gli eretici dichiaravano che Santa Maria Maddalena era la concubina di Gesù Cristo".
Il mito di Maria Maddalena come moglie o compagna di Gesù venne ripresa nel XIX secolo. Nel 1886 il socialista Louis Martin pubblicò il libro Les Évangiles sans Dieu, in cui sosteneva che il Gesù storico avrebbe sposato Maria Maddalena e avuto un figlio da lei. In seguito la Maddalena fu la protagonista dell'opera teatrale L'amante du Christ, scritta nel 1888 da Rodolphe Darzens con il frontespizio realizzato da Félicien Rops.
Nel XX secolo, l'ipotesi della linea di sangue di Gesù secondo la quale il Gesù storico avrebbe sposato Maria Maddalena e avuto una figlia da lei venne portata alla ribalta da Donovan Joyce nel suo libro del 1973 The Jesus Scroll.
In un libro del 1977, Jesus died in Kashmir: Jesus, Moses and the ten lost tribes of Israel, Andreas Faber-Kaiser esaminò la leggenda secondo cui Gesù incontrò una donna del Kashmir, la sposò ed ebbe da lei diversi figli. L'autore intervistò anche il fu Basharat Saleem il quale dichiarava di essere un discendente kashmiro di Gesù.
Michael Baigent, Richard Leigh, e Henry Lincoln svilupparono e resero popolare la leggenda secondo cui una linea di sangue di Gesù e Maria Maddalena diede vita alla dinastia Merovingia nel loro controverso saggio del 1982 Il santo Graal, in cui essi affermarono: 
Nel suo libro del 1992 Jesus and the Riddle of the Dead Sea Scrolls: Unlocking the Secrets of His Life Story, anche Barbara Thiering sviluppò l'ipotesi di una linea di sangue di Gesù e Maria Maddalena, basando le sue conclusioni storiche sull'applicazione della cosiddetta tecnica Pescher al Nuovo Testamento. Nel suo libro del 1993 The Woman with the Alabaster Jar: Mary Magdalen and the Holy Grail, Margaret Starbird sviluppò l'ipotesi che Santa Sara fosse la figlia di Gesù e Maria Maddalena e che questa fosse la fonte della leggenda associata con il culto a Saintes-Maries-de-la-Mer dove, secondo una tradizione riportata dalla Legenda Aurea, Maria Maddalena sarebbe sbarcata dopo avere lasciato la Palestina. Ella dichiarò anche che il nome "Sara" significa  "Principessa" in ebraico, rendendola così la figlia dimenticata del "sang réal", il sangue reale del Re dei Giudei.
Nel suo libro del 1996 Bloodline of the Holy Grail: The Hidden Lineage of Jesus Revealed, Laurence Gardner presentò gli alberi genealogici di Gesù e Maria Maddalena come gli antenati di tutte le famiglie reali europee dell'Era volgare. Il seguito del 2000 di quel libro Genesis of the Grail Kings: The Explosive Story of Genetic Cloning and the Ancient Bloodline of Jesus è unico nelle sue non poco fantasiose affermazioni secondo cui la linea di sangue di Gesù può realmente essere fatta risalire fino ad Adamo ed Eva ma che il primo uomo e la prima donna erano ibridi primati-alieni creati dall'Anunnaki della teoria degli antichi astronauti.
Il libro del 2000 Rex Deus: The True Mystery of Rennes-Le-Chateau and the Dynasty of Jesus, Marylin Hopkins, Graham Simmans e Tim Wallace-Murphy svilupparono l'ipotesi secondo cui una linea di sangue di Gesù e Maddalena faceva parte di una dinastia ombra discendente dai 24 sommi sacerdoti del Tempio di Gerusalemme nota come "Rex Deus" - il "Re Dio".
Il romanzo del 2003 Il codice da Vinci di Dan Brown presentò alcune di queste ipotesi come valide. Elementi di alcune ipotesi sulla linea di sangue di Gesù vennero proposte dal documentario del 2007 La Tomba Perduta di Gesù di Simcha Jacobovici incentrato sulla scoperta della Tomba di Talpiot, che fu anche pubblicata in un libro intitolato La Tomba della Famiglia di Gesù.
Nel documentario del 2008 Linea di sangue, Bruce Burgess, un produttore cinematografico con interessi nel paranormale, dichiara di essere in collaborazione con un presunto ricercatore soprannominato "Ben Hammott", il quale avrebbe trovato diverse salme mummificate (una delle quali sarebbe la presunta di Maria Maddalena) a Rennes-le-Château, in Francia, comprovanti ipoteticamente l'esistenza di una linea di sangue di Gesù. Ma nell'aprile del 2012 "Ben Hammott" ha ammesso che era tutto falso
Tuttavia la divulgazione del dibattuto contenuto del cosiddetto Vangelo della moglie di Gesù, avvenuta a Roma nel settembre del 2012, ha riportato alla ribalta il tema della relazione tra Gesù e Maria Maddalena. Il Vangelo della moglie di Gesù è un piccolo frammento di un antico papiro che riporta un brano in lingua copta che include le parole: "Gesù ha detto loro: 'mia moglie ...' ". Il frammento è una copia del IV secolo di ciò che si pensa essere "un vangelo scritto in greco, probabilmente nella seconda metà del II secolo.".

## Pretendenti
Quella che segue è una lista di persone insigni che hanno pubblicamente dichiarato di discendere dalla linea di sangue di Gesù:
- Basharat Saleem, il Kashmiro fu custode della Tomba del Martire di Yuz Asaf in Srinagar.[20][21]
- Michel Roger Lafosse, un falso pretendente belga al trono dell'ex Regno di Scozia.[22][23]
- Kathleen McGowan, autrice e lirica statunitense.[24][25]
- Sanjiro Sawaguchi (1897-1969), un giapponese residente a Shingō, nella prefettura di Aomori.[26]
- Suzanne Olsson, collegata al santuario Roza Bal dei santi Ahmadiyya Yuzasaf e Syeduddin[27] (in seguito ha rinunciato a tale pretesa).[28]

## Aderenza
Come reazione a Il santo Graal, Il codice da Vinci e ad altri libri controversi, siti web e film sullo stesso soggetto, un buon numero di persone negli ultimi anni del Novecento e nei primi del XXI secolo hanno aderito all'ipotesi di una linea di sangue di Gesù nonostante la mancanza di prove reali. Mentre alcuni semplicemente considerano la cosa come una nuova proposizione intellettuale, altri la ritengono un dato di fatto indiscutibile. Tra questi ultimi spiccano coloro i quali attendono che un diretto discendente di Gesù alla fine emerga come un grande uomo che divenga un messia, un re sacro che regga un governo del mondo, nel corso di un evento che essi interpreteranno come un secondo avvento mistico di Cristo.
I punti di vista spirituali eclettici di questi aderenti sono influenzati dagli scritti di autori iconoclasti da un ampio spettro di prospettive. Questi scrittori cercano spesso di sfidare le credenze e le istituzioni moderne mediante una reinterpretazione della storia cristiana e della mitologia. Alcuni tentano di promuovere e comprendere spiritualmente l'uguaglianza tra uomini e donne ritraendo Maria Maddalena come apostola di un femminismo cristiano, e perfino come la personificazione della dea madre o del femminino sacro, associandola generalmente con la Madonna Nera.
Alcuni vorrebbero che la cerimonia che celebrò l'inizio del presunto matrimonio tra Gesù e Maria Maddalena venisse considerato come un "matrimonio sacro"; e Gesù, Maria Maddalena, e la loro presunta figlia, Sara, fossero considerati come una famiglia sacra, allo scopo di mettere in discussione i tradizionali ruoli dei generi e i valori familiari. Quasi tutte queste rivendicazioni sono in contrasto con l'erudita apologetica cristiana, e sono state scartate come eresie gnostiche New Age.
Nessuna corrente principale della denominazione cristiana ha mai accolto l'ipotesi di una linea di sangue di Gesù come dogma o come oggetto di devozione religiosa, poiché esse sostengono che Gesù, considerato il Figlio di Dio, fu perpetuamente continente e casto, e metafisicamente sposato alla Chiesa; egli morì, risorse, ascese al cielo, e infine tornerà corporeamente e visibilmente sulla terra, rendendo perciò ogni ipotesi di una discendenza di Gesù e corrispondenti aspettative messianiche impossibili.
Molti fondamentalisti cristiani ritengono che l'Anticristo, profetizzato nel Libro della Rivelazione, progetti di presentarsi come discendente dalla linea davidica per rafforzare la sua rivendicazione di essere il Messia degli Ebrei. Lo scopo di questa propaganda sarebbe quello di influenzare le opinioni, le emozioni, le attitudini e il comportamento degli Ebrei e dei filo-semiti per conseguire i suoi obiettivi satanici. Un sempre maggior numero di escatologisti cristiani ritiene che l'Anticristo possa presentarsi come discendente dalla linea di sangue di Gesù per approfittare della popolarità di questa ipotesi.

## Critica

### Il trasporto dei santi
Le ipotesi della linea di sangue di Gesù decorrono in parallelo con altre leggende circa il volo dei discepoli verso terre lontane, come quella secondo cui Giuseppe d'Arimatea giunse in Inghilterra dopo la morte di Gesù, portando con sé il frammento di una spina della Corona di Spine, che successivamente piantò a Glastonbury. Gli storici generalmente considerano queste leggende come "pie truffe" inventate durante il Medioevo.
La possibilità di "spostare" il corpo fra due luoghi molto lontani è menzionata in alcuni passi biblici, sia in riferimento a Dio,che a creature umane o angeliche. Gesù dopo la resurrezione appare in molteplici circostanze (Emmaus, gli Undici Apostoli, Tommaso) dove, pur avendo un corpo umano con le cinque Sante Piaghe della croce, è capace di muoversi con una velocità istantanea propria di entità spirituali come gli angeli. La stessa facoltà di delocalizzazione istantanea è attribuita dal Libro di Tobia all'arcangelo Raffaele che riappare in Egitto, subito dopo aver esorcizzato il demone Asmodeo.
Il riferimento ad una creatura umana è presente in Atti 8:39, verso che afferma che «lo Spirito del Signore rapì Filippo», il quale scomparve alla vista dell'eunuco della regina di Saba, appena convertito e battezzato cristianamente. Filippo si ritrovò ad Azoto, proseguendo per Cesarea.
Un sistematizzazione unitaria è rintracciabile nella comunione dei santi, dottrina che afferma la possibilità di ogni essere umano di partecipare già a partire dalla vita terrena ai doni e alle qualità spirituali del corpo umano-divino di Gesù, delle anime umane salvate in Paradiso e dei suoi angeli, creati incorporei e uniti a Lui in un unico essere.

### Critica esegetica
L'ipotesi della linea di sangue di Gesù presentata nel libro Il Santo Graal non è contenuta in nessuno dei documenti del "Priorato di Sion" ed è stata scartata come frutto di fantasia da Pierre Plantard nel 1982 in un'intervista ad una radio francese, così come da Philippe de Cherisey in un articolo di giornale. Plantard dichiarò solo che i Merovingi discendevano dalla Tribù di Beniamino, il che contraddice l'ipotesi di una linea di sangue di Gesù come anello mancante tra la linea di sangue merovingia e la linea di sangue davidica dalla Tribù di Giuda. Il concetto di una linea di sangue diretta da Gesù e Maria Maddalena, e i suoi ipotetici rapporti con i Merovingi (e con i loro presunti discendenti moderni: Asburgo, Granduchi del Lussemburgo, Clan Sinclair, Stuart, Cavendish, Borbone e Borbone-Orléans), oltre ad altre famiglie nobili, è stroncata come pseudostoria da una qualificata maggioranza di cristiani e storici secolari come Darrell L. Bock e Bart Ehrman, così come hanno fatto giornalisti e ricercatori come Jean-Luc Chaumeil, che possiede un vasto archivio su questo argomento.
Nel 2005, il presentatore della TV britannica e archeologo dilettante Tony Robinson curò e presentò una dettagliata confutazione dei principali argomenti di Dan Brown e di quelli di Baigent, Leigh, e Lincoln, nella trasmissione "The Real Da Vinci Code" (Il vero Codice da Vinci), andata in onda su Channel 4. Il programma mostrò lunghe interviste con molti dei protagonisti, mettendo in serio dubbio il presunto arrivo di Maria Maddalena in Francia, tra gli altri miti correlati, intervistando in un documentario gli abitanti di Saintes-Maries-de-la-Mer, il centro del culto di Santa Sara.
L'ipotesi della linea di sangue di Gesù dal libro Rex Deus: The True Mystery of Rennes-Le-Chateau and the Dynasty of Jesus si impernia sulla testimonianza dell'anonimo informatore degli autori, "Michael", il quale dichiarò di essere un discendente del Rex Deus. Le prove a sostegno dell'ipotesi erano apparentemente andate smarrite, e pertanto non possono essere verificate indipendentemente, dato che Michael affermava che esse erano contenute nello scrittoio del sui defunto padre, che era stato venduto dal fratello, ignaro del suo contenuto. Alcuni critici puntualizzano che il racconto dell'informatore relativo alla storia della propria famiglia sembra basarsi sulla dubbia opera di Barbara Thiering, e lo identifica come Michel Roger Lafosse.
Robert Lockwood, il responsabile stampa della Diocesi Cattolica Romana di Pittsburgh, vede il concetto di Chiesa cospirante allo scopo di insabbiare la verità su una linea di sangue di Gesù come una deliberata propaganda anticattolica. Egli lo vede come parte della lunga tradizione di un sentimento anti-cattolico che ha radici profonde nell'immaginario Protestante americano ma risalente all'inizio della Riforma del 1517.
Benché le ipotesi di una linea di sangue di Gesù non siano state sottoposte al giudizio del Jesus Seminar, un gruppo di studiosi coinvolti nella ricerca del Gesù storico da una prospettiva cristiano liberale, essi non sono stati in grado di determinare se Gesù e Maria Maddalena ebbero una relazione coniugale a causa della mancanza di evidenze storiche. Essi hanno concluso che la Maria Maddalena storica non fu una prostituta pentita ma uno dei principali discepoli di Gesù e uno dei leader del movimento cristiano degli inizi. Bart D. Ehrman, che dirige il Dipartimento di Studi Religiosi dell'Università della Carolina del Nord, ha commentato che, per quanto esistano alcun studiosi di storia che affermano che Gesù fosse sposato, la gran parte degli studiosi del Nuovo Testamento e del Cristianesimo degli inizi ritiene questa asserzione storicamente inaffidabile.

In fin dei conti, il concetto secondo cui una persona vivente duemila anni fa abbia oggi un piccolo numero di discendenti viventi ai giorni nostri è statisticamente improbabile. Steve Olson, autore de Mapping Human History: Genes, Race, and Our Common Origins, ha pubblicato un articolo su Nature dimostrante che, secondo un calcolo di probabilità statistica: 
((EN) Steve Olson, Why we're all Jesus' children, in Slate, 15 marzo 2006. URL consultato il 6 gennaio 2020.)

Lo storico Ken Mondschein mise in ridicolo il concetto secondo cui la linea di sangue di Gesù e Maria Maddalena avrebbe potuto essere preservata: 
( Thompson, Damian, How Da Vinci Code tapped pseudo-fact hunger (XML), su telegraph.co.uk, 2008. URL consultato il 28 marzo 2008.)

### Critica teologica
Secondo san Tommaso d'Aquino, Dottore della Chiesa, la filosofia è capace dimostrare che Dio non può fare il male né può generare o creare un altro Dio. La legge mosaica vietava le relazioni extraconiugali, punendo con la lapidazione sia l'adulterio che la fornicazione, e ordinando la sessualità coniugale al fine procreativo della legge morale naturale. In tale contesto, l'infertilità della donna e l'assenza di figli erano visti nell'Antico Testamento come conseguenza di un peccato e di un'assenza di grazia divina.
Gesù Cristo, in quanto divinamente privo di peccato non avrebbe potuto violare la legge mosaica derivata da Dio stesso. Non avrebbe potuto contrarre un'unione carnale se non all'interno del sacramento matrimoniale. Qualora avesse anche contratto un matrimonio, dovrebbe essere stato ordinato alla creazione e l'unione carnale di un Uomo-Dio con una creatura meramente umana e non divina pone il problema della sostanza degli eventuale prole, sia essa maschile che femminile: la categoria mitologica dei semidei (metà umani e metà divini) è sconosciuta alla tradizione cristiana. Diversamente, un figlio o una figlia che avesse avuto la stessa natura diofisita di Gesù Cristo avrebbe comportato di avere Dio nel corpo di Gesù e di una Sua prole: il corpo umano avrebbe delimitato due persone distinte, Gesù e il figlio di Gesù, entrambe divine, aggiungendo una quarta divina persona alla SS. Trinità.
Si ritiene, invece, che il numero delle persone divine esista da sempre, da prima della creazione e che per sempre resti immutabile, similmente agli angeli creati da Dio incorporei, e quindi immortali, ma anche privi di identità sessuale e incapaci di procreare o di essere generati da un'unione come è nel regno animale.